# Ksienija Ryżowa
Ksienija Olegowna Ryżowa, z domu Wdowina (Ксения Олеговна Вдовина; ur. 19 kwietnia 1987) – rosyjska lekkoatletka specjalizująca się w biegach sprinterskich.
W dużej międzynarodowej imprezie zadebiutowała w 2006 bez sukcesów startując w mistrzostwach świata juniorów – indywidualnie odpadła w półfinale na 200 metrów, wystąpiła także w eliminacjach w sztafecie 4 x 100 metrów – w finale zastąpiła ją Aleksandra Fiedoriwa, a Rosjanki z czasem o 0,06 s słabszym niż w eliminacjach zajęły 7. miejsce. Wraz z koleżankami została w Debreczynie młodzieżową mistrzynią Europy w biegu rozstawnym 4 x 100 metrów. Dwa lata później w Kownie ponownie zdobyła złoto czempionatu młodzieżowców startując jednak w sztafecie 4 x 400 metrów. Znalazła się w składzie rosyjskiej sztafety 4 x 400 metrów, która w 2010 wywalczyła halowe wicemistrzostwo świata i w 2011 halowe mistrzostwo Starego Kontynentu. W 2013 zdobyła złoto światowego czempionatu w Moskwie. Medalistka mistrzostw Rosji.
W 2014 wykryto w jej organizmie niedozwoloną trimetazydynę, przez co została ukarana 9-miesięczną dyskwalifikacją (do 31 grudnia 2014).  W 2017 roku sztafecie rosyjskiej odebrano złoty medal z mistrzostw świata w Moskwie.

## Osiągnięcia
| Rok  | Impreza                                 | Miejsce    | Konkurencja        | Pozycja    | Wynik   |
| ---- | --------------------------------------- | ---------- | ------------------ | ---------- | ------- |
| 2006 | Mistrzostwa świata juniorów             | Pekin      | bieg na 200 m      | półfinał   | 24,68   |
| 2006 | Mistrzostwa świata juniorów             | Pekin      | sztafeta 4 x 100 m | eliminacje | 44,92   |
| 2007 | Młodzieżowe mistrzostwa Europy          | Debreczyn  | bieg na 200 m      | półfinał   | 23,80   |
| 2007 | Młodzieżowe mistrzostwa Europy          | Debreczyn  | sztafeta 4 x 100 m | 1. miejsce | 43,67   |
| 2007 | Uniwersjada                             | Bangkok    | bieg na 200 m      | półfinał   | 24,40   |
| 2007 | Uniwersjada                             | Bangkok    | sztafeta 4 x 100 m | 4. miejsce | 44,16   |
| 2009 | Młodzieżowe mistrzostwa Europy          | Kowno      | sztafeta 4 x 400 m | 1. miejsce | 3:27,59 |
| 2010 | Halowe mistrzostwa świata               | Doha       | sztafeta 4 x 400 m | 2. miejsce | 3:27,44 |
| 2011 | Halowe mistrzostwa Europy               | Paryż      | sztafeta 4 x 400 m | 1. miejsce | 3:29,24 |
| 2011 | Superliga drużynowych mistrzostw Europy | Sztokholm  | sztafeta 4 x 400 m | 1. miejsce | 3:27,17 |
| 2011 | Mistrzostwa świata                      | Daegu      | sztafeta 4 x 400 m | DSQ        | 3:19,36 |
| 2013 | Mistrzostwa świata                      | Moskwa     | bieg na 400 m      | 7. miejsce | 50,98   |
| 2013 | Mistrzostwa świata                      | Moskwa     | sztafeta 4 x 400 m | DSQ        | 3:20,19 |
| 2014 | Halowe mistrzostwa świata               | Sopot      | bieg na 400 m      | półfinał   | 51,64   |
| 2014 | Halowe mistrzostwa świata               | Sopot      | sztafeta 4 x 400 m | 4. miejsce | 3:28,39 |
| 2015 | Superliga drużynowych mistrzostw Europy | Czeboksary | sztafeta 4 x 100 m | 2. miejsce | 42,99   |
| 2015 | Superliga drużynowych mistrzostw Europy | Czeboksary | sztafeta 4 x 400 m | 1. miejsce | 3:24,98 |
| 2015 | Mistrzostwa świata                      | Pekin      | sztafeta 4 × 100 m | –          | DNF     |
| 2015 | Mistrzostwa świata                      | Pekin      | sztafeta 4 × 400 m | 4. miejsce | 3:24,84 |
| 2015 | Światowe wojskowe igrzyska sportowe     | Mungyeong  | sztafeta 4 × 400 m | 1. miejsce | 3:28,75 |

## Rekordy życiowe
- Bieg na 200 metrów – 22,91 (2010) / 22,85w (2010)
- bieg na 400 metrów – 49,80 (2013)
- bieg na 300 metrów (hala) – 36,88 (2010)
- bieg na 400 metrów (hala) – 51,03 (2014)